# 龐瀾
龐瀾（？—？），字觀吾，直隸河間府任丘縣人，軍籍，明朝政治人物。

## 生平
嘉靖二十五年（1546年）丙午科順天府鄉試第一百二名舉人。嘉靖三十八年（1559年）中式己未科三甲第一百五十四名進士。

## 家族
曾祖龐質；祖父龐璟，壽官；父龐欽，母許氏。